# 데시데라타
데시데라타(라틴어: Desiderata)는 랑고바르드인의 왕 데시데리우스와 왕비 안사 사이의 네 딸 중 한 명이다. 770년 프랑크인의 왕 카롤루스 1세와 결혼했다. 이것은 아마 양대 게르만 왕국의 친선을 위한 정략결혼이었겠지만, 교황청의 견제를 받아 771년 이혼했다. 그 결과 카롤루스와 데시데리우스는 격하게 대립한 끝에 774년 카롤루스가 랑고바르드 왕국을 멸망시키게 된다. 이혼당한 뒤 데시데라타는 브레시아의 산타 귈리아 수도원에 은거하며 여생을 보냈다.